# Municipio de Raymond (Dakota del Sur)
El municipio de Raymond (en inglés: Raymond Township) es un municipio ubicado en el condado de Clark en el estado estadounidense de Dakota del Sur. En el año 2010 tenía una población de 63 habitantes y una densidad poblacional de 0,68 personas por km².

## Geografía
El municipio de Raymond se encuentra ubicado en las coordenadas 44°55′42″N 97°54′42″O / 44.92833, -97.91167. Según la Oficina del Censo de los Estados Unidos, el municipio tiene una superficie total de 92.22 km², de la cual 92,2 km² corresponden a tierra firme y (0,02 %) 0,02 km² es agua.

## Demografía
Según el censo de 2010, había 63 personas residiendo en el municipio de Raymond. La densidad de población era de 0,68 hab./km². De los 63 habitantes, el municipio de Raymond estaba compuesto por el 93,65 % blancos, el 1,59 % eran afroamericanos, el 4,76 % eran de otras razas. Del total de la población el 15,87 % eran hispanos o latinos de cualquier raza.